# Васильева Горка
Васи́льева Го́рка — деревня в Лузском муниципальном округе Кировской области.

## География
Расположена на расстоянии менее 3 км по прямой на юго-запад от западной окраины районного центра города Луза на левобережье реки Луза.

## История
Известна с 1625 года как деревня Василево Трофимовское с 1 двором, в 1717 году 2 двора. В 1859 году здесь (Васильева Горка) дворов 5 и жителей 46, в 1926 (Васильевская Горка) 13 и 57, в 1950  (Василева Гора) 10 и 28, в 1989 оставалось 4 жителя. Настоящее название утвердилось с 1978 года. До конца 2020 года находилась в составе Лузского городского поселения.

## Население
Постоянное население составляло 2 человека (русские 100%) в 2002 году, 2 в 2010.